# حسين فندي مهنا
حسين مهنا، شاعر وكاتب فلسطيني ولد عام 1945م في قرية البقيعة. كتب الشعر العمودي والمطور لأنه يؤكد على أن تطور القصيدة العربية لا يأتي مستوردا، اعتمادا على نظريات لا تتلائم والذائقة العربية، وإنما هي بناء حديث على أساس قديم متين تماما كعلاقة الفرع بالجذع. وأما في النثر فكتب القصة القصيرة والمقالة والنص الأدبي المعروف اليوم بقصيدة النثر. تراوح شعره بين القضايا الوطنية والوجدانية بعيدا عن الشوفينية والاستعلاء القومي لانتمائه إلى الفكر الماركسي. كان للمرأة في شعره نصيب وافر، فقد أهدى قصائده للأم وللزوجة وللابنة، وللمرأة عامة. عرف بشاعر الحب والوطن.
أكَّد حسين مهنا على أن القصيدة الباقية هي القصيدة التي تنقل إلى القارئ صدق الإحساس، فهي القصيدة الواضحة البعيدة عن التعقيد، دون التنازل عن فنية الشعر. والغنائية في القصيدة العربية، والتي أخذ الشعراء يبتعدون عنها، هي الهوية الحقيقية، والعلامة الفارقة للأدب العربي بين آداب الشعوب. أما لغته فهي نتاج ما ينهله من كتب التراث العربي، ومن الآداب الحديثة العربية والعالمية.

## حياته
ولد في قرية البقيعة سنة 1945 لأبوين فلاحين فقيرين (فندي وزيدة)، بين ثلاث أخوات (بديعة واشتياق وتميمة)، إلا أنهما استطاعا أن يوفرا له إمكانية مواصلة دراسته الثانوية المدفوعة الأجر في قرية الرامة المجاورة لقريته. بعدها لم يكن بمقدوره متابعة تحصيله الجامعي، فاكتفى بالتثقيف الذاتي، فـ«المكتبة العربية زاخرة بما لذ وطاب للعقل وللقلب وهي الجامعة الأولى والأخيرة للمثقف العربي»، كما يقول. كتب الشعر والقصة القصيرة والمقالة الأدبية. تزوج من امرأة تُدعى منيرة، وأنجب خمس بنات وابنين (نبيلة، نوال، سعاد، راشد، زيدة، أحلام، فندي). رغم مضايقات السلطات الإسرائيلية، عمل مدرسا للغتين العربية والإنجليزية في إعدادية قريته. أُحيل إلى التقاعد المبكر سنة 1992 وذلك لأسباب صحية.
تعلم العربية خلال دراسته الابتدائية على يدي الأستاذ الشاعر منيب مخول، وعلى يدي الأستاذ حنا فارس مخول تلميذ الأديب والمربي الرائد خليل السكاكيني. وفي الثانوية تلقاها على يدي الشاعر شكيب جهشان. وكان لصديقه شاعر المقاومة سالم جبران دور محمود في دعمه بنشر أعماله الأدبية في مجلة الغد، التي كان يرأس تحريرها، وكذلك في مجلة الجديد وجريدة الاتحاد الحيفاويتين. نشر حسين مهنا في البدايات قصصه وقصائده باسمين مستعارين هما «بشير خير» و«شريف أبو صابر» تحايلا على وزارة المعارف الإسرائيلية التي كان يعمل مدرسا في مدارسها والتي كانت تحظر على عامليها التعامل مع صحف الحزب الشيوعي الإسرائيلي لأنها ترى فيها صحفا معادية، بل أنه انتسب أيضا إلى الحزب المذكور حتى سنة 1994.
توفي إثر نوبة قلبية يوم الجمعة في 6 أكتوبر 2023 عن عمر ناهز الثامنة والسبعين.

## المناصب والأعمال
لم يطمع حسين مهنا في أي منصب كان سوى أن يظل وفيا لوطنه ولطلابه ولمجتمعه، وأن يظل خفيفا على قلوب قرائه. لم يحصل على أي جائزة ذات قيمة معنوية لكراهته القرب من الأضواء وقال أن الأضواء «لها مقومات سلبية على الأغلب ليست موجودة عندي». قال أيضا: «فلسفتي هي أن أقرأ وحدي وأكتب وحدي وأترك ما أكتب للأيام». أما تكريمه الحقيقي فيراه بأن وزارة الثقافة الفلسطينية اختارت له قصيدة «أبصر» فأدرجتها في المنهاج، وأشارت بتدريسها للصفوف العاشرة في مدارس دولة فلسطين.

## مؤلفاته
- ديوان «أخذتني القوافي».[17][18]
- «وطني ينزف حبا» 1978 شعر الأسوار/عكا
- «وطني ردني إلى رباك شهيدا» 1981 قصص الأسوار/عكا
- «تمتمات آخر الليل» 1988 شعر الأسوار /عكا[19]
- «قابضون على الجمر» 1991 شعر إصدار خاص[20]
- «حديث الحواس» 1992 شعر إصدار خاص
- «عوض يسترد صباه» 1993 شعر إصدار خاص
- «أنت سبيتهم وشعري نحيب العاجز» 1993 شعر إصدار خاص
- «ليس في الحقل سوسن للفرح» 1995 شعر إصدار خاص
- «الحب أولا» 1995 شعر إصدار خاص
- «فرح يابس تحت لساني» 1996 شعر إصدار خاص
- «على سرير أبيض» 1998 نص الأسوار/عكا[21]
- «أنا هو الشاهد» 2001 شعر الأسوار /عكا[2][22]
- «تضيق الخيمة يتسع القلب» 2007 شعر الأسوار /عكا[23]
- «الكتابان» 2007 شعر الأسوار /عكا[24]
- «هذا العالم ليس بريئا» 2014 شعر إصدار خاص[25]
- «أفراح مؤجلة» 2017 شعر إصدار مكتبة كل شيء-حيفا[26]
- «دبيب نملة» 2018 رواية إصدار أ.دار الهدى- عبد زحالقة[27]
- «قبل أن يرتعش القلم» 2020 شعر إصدار مكتبة كل شيء - حيفا
- «غُصنُ الفَيجَن» 2021 قصص قصيرة إصدار مكتبة كلّ شيء - حيفا
- «صباحكم سكّر»  2022 إضاءات إصدار مكتبة كل شيء - حيفا
- «عين الهدهد» 2023 إضاءات إصدار مكتبة كل شيء - حيفا

## دراسات
- دراسة ماجستير في (شعر حسين مهنّا) إعداد افتتان محمد إسماعيل محسن كسّاب. إشراف أ.د محمد البوجي – جامعة الأزهر –غزّة 2014.[28]
- دراسة ماجستير في (التّناص في شعر حسين مهنّا) إعداد الباحث أحمد سلامة هاشم أبو عيشة. إشراف د. فوزي إبراهيم الحاج. جامعة الأزهر - غزّة 2019.

## وصلات خارجية
- «وجهًا لوجه» لقاء تلفزيوني مع محمد بكري – تلفزيون فلسطين
- مكتبة شعر وروايات الشاعر حسين مهنا علي موقع أهراء
- د. نادي الدّيك – ثلاثة شعراء من الجليل – مجلة الأسوار عكّا